# Cyclostrema amabile
Cyclostrema amabile är en snäckart som först beskrevs av Thomas Say 1934.  Cyclostrema amabile ingår i släktet Cyclostrema och familjen turbinsnäckor. Inga underarter finns listade i Catalogue of Life.

## Bildgalleri

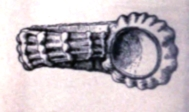